# Татарский уланский полк
Татарский уланский полк — уланская кавалерийская воинская часть (уланский полк) Русской императорской армии, существовавшая с 1797 года по 1833 год.
Высочайшим повеление 11 марта 1816 года установлено старшинство полка с 1797 года. Татарский уланский полк, в 1833 году, включён в состав Харьковского уланского, на начало XX столетия 4-й уланский Харьковский полк.

## История

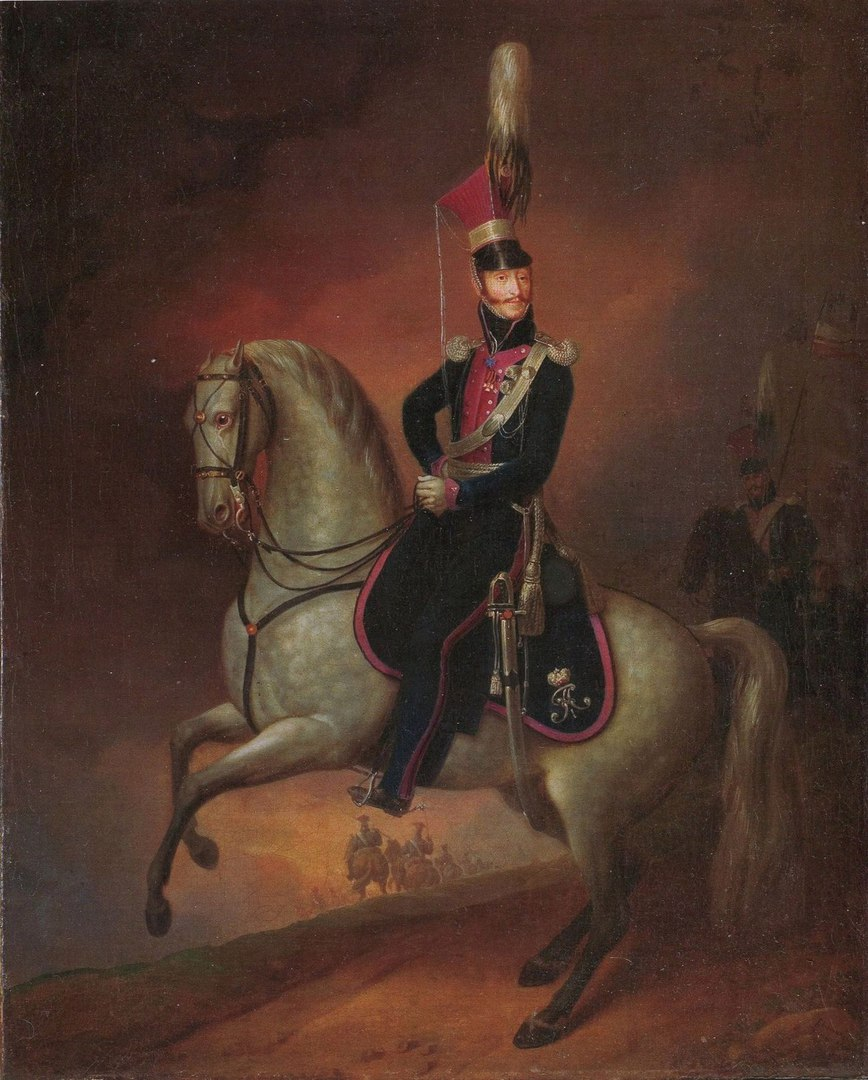
Портрет командира Татарского уланского полка полковника
Карла Богдановича Кнорринга работы Карла Готлиба Швейкарта, 1809 г.

9 июня 1797 года Высочайше приказано Павлом I из уроженцев возвращённых Российской империей территорий Польской Руси, бывшей Речи Посполитой сформировать Литовско-татарский конный полк. В другом источнике указано что Всероссийский Император Павел I образовал в 1797 году из уроженцев польских губерний, присоединённых в минувшее царствование, два 10-эскадронных легко-конных полевых полка, — Татарско-Литовский и Польский.
Полк получили Польское средневековое устройство: 1-я шеренга — «товарищи» — состояла исключительно из дворян и были вооружена пиками; 2-я шеренга была образована из людей более низкого происхождения, носивших название «шеренговых», и имела ружья. «Шеренговые» были как бы оруженосцами «товарищей». Обмундирование полка было Польского образца.
31 октября 1798 года формирование переименовано по имени шефа в Конный генерал-майора Барановского 1-го полк.
В 1799 году полк принял участие в Швейцарском походе под командой Суворова.
С 5 ноября 1800 года поименован как Конный генерал-майора Болотникова полк, а уже с 8 ноября этого же года как Конный генерал-майора Долгорукова 4-го полк.
С 20 января 1801 года — Конный генерал-майора Гловенского полк, а с 29 марта этого же года переименован в Татарско-Литовский конный полк, и отнесён к Литовской инспекции.
29 марта 1803 года из личного состава чинов полка литовцы и поляки выделены на составление Литовского конного полка, а полк переименован в Татарский конный полк.
В 1806 году воинская часть приняла участие в войне против французов, участвовала в сражении под Пултусском.
В ноябре 1807 года полк переименован в Татарский уланский полк.
18 октября 1808 года приказано привести полк в состав 10 действующих и одного запасного эскадронов.
28 октября 1810 года формирование включёно в состав 2-й кавалерийской дивизии, а с 12 октября 1811 года — в состав 5-й кавалерийской дивизии.
8 ноября 1810 года велено запасной эскадрон упразднить.
В составе кавалерийского корпуса графа Ламберта (3-я армия) принял участие в Отечественной войне, 3 ноября участвовал в сражении у Муровщизне.
27 декабря 1812 года воинскую часть приказано привести в состав 6 действующих и одного запасного эскадронов, и она была включёна в состав 2-й уланской дивизии (с 18 сентября 1818 года — Литовская уланская дивизия, с 28 апреля 1831 года — 6-я уланская дивизия).
В 1810-х годах вербованцы Лубенского гусарского, Польского, Литовского и Татарского уланских полков обучались в чинах юнкеров, самого разнообразного возраста, начиная с двенадцатилетних мальчиков и кончая шестидесятилетними стариками, находились лица, имевшие георгиевские кресты за Отечественную войну, в Петербургском Дворянском кавалерийском эскадроне при 2-м кадетском корпусе.
Полк принял участие в Заграничном походе Русской армии 1813—1814 годов. Отличился под Кульмом, за что 20 августа 1813 года был награждён серебряными трубами.
Высочайшим повеление 11 марта 1816 года установлено старшинство полка с 1797 года.
С 1817 года Татарский уланский полк расквартирован в Лебедине. В 1818 году 1-я уланская дивизия (управление и полки: Польский, Татарский, Литовский и Волынский) переименована в Литовскую и включена в состав Литовского корпуса. 

В 1821 году отставной полковник Н. Е. Цукато вступил в службу подполковником в Татарский уланский полк, а 1831 году, уже в чине полковника назначен командиром Волынского уланского полка.
20 декабря 1828 года на гербы шапок и пуговицы присвоен № 22.
18 октября 1829 года вместо запасного эскадрона приказано сформировать пеший резерв.
В 1831 году полк принял участие в усмирении польского бунта (восстания): в бою у Лива, в Микробродах, под Минском, у села Крынки в 20 верстах к юго-востоку от Седлеца.
21 марта 1833 года повелено полк расформировать, распределив эскадроны по другим полкам: 1-й и 2-й эскадроны вошли в состав Харьковского уланского полка в качестве 7-го и 8-го эскадронов, 3-й и 4-й эскадроны вошли в состав Сибирского уланского полка в качестве 7-го и 8-го эскадронов, 5-й эскадрон вошёл в состав Каргопольского драгунского полка в качестве 9-го эскадрона, 6-й эскадрон вошёл в состав Драгунского Его Королевского Высочества Принца Александра Виртембергского полка в качестве 9-го эскадрона. Пеший резерв направлен на составление 11-х резервных эскадронов Кинбурнского и Новороссийского драгунских полков.

## Отличия полка
- 15 сентября 1798 года Конному Татарскому Литовскому полку пожалованы знамёна (одно белое и девять голубых, с серебряной бахромой). После переформирования полка в уланский в 1808 году сданы на хранение.
- 20 августа 1813 года Татарскому уланскому полку пожалованы 19 серебряных труб с надписью «За отличiе противъ непрiятеля въ сраженiи у Кульма 18-го Августа 1813 г.».
- 6 декабря 1827 года Татарскому уланскому полку пожалованы штандарты, по одному на дивизион.
- 8 июля 1833 года штандарт 1-го дивизиона и 6 серебряных труб переданы в 4-й дивизион Харьковского уланского полка; штандарт 2-го дивизиона и 6 серебряных труб переданы в 4-й дивизион Сибирского уланского полка. Штандарт 3-го дивизиона сдан на хранение.
- 1 февраля 1892 года один штандарт и 12 серебряных труб переданы в новосформированный 47-й драгунский Татарский полк (с 1907 года — 15-й уланский Татарский полк).

## Шефы полка
Шефы или почётные командиры:
- 03.12.1796 — 05.11.1800 — полковник (генерал-майор, генерал-лейтенант) Якуб Мустафа Барановский
- 05.11.1800 — 08.11.1800 — генерал-майор Андрей Илларионович Болотников
- 08.11.1800 — 20.01.1801 — генерал-майор князь Владимир Петрович Долгоруков
- 20.01.1801 — 08.04.1803 — генерал-майор Касьян Осипович Гловенский
- 08.04.1803 — 05.11.1803 — подполковник Давыд Александрович Улан
- 29.05.1812 — 01.09.1814 — полковник (генерал-майор) Карл Богданович фон Кнорринг

## Командиры полка
- 18.03.1798 — 05.11.1800 — подполковник (полковник) Юзеф Газея Улан
- 07.06.1801 — 08.04.1803 — подполковник Давыд Александрович Улан
- 05.11.1803 — 12.06.1806 — подполковник Давыд Александрович Улан
- 12.06.1806 — 29.05.1812 — подполковник (полковник) Карл Богданович фон Кнорринг
- 29.05.1812 — 29.08.1814 — полковник (генерал-майор) Василий Васильевич Ешин
- 29.08.1814 — 28.10.1814 — подполковник Давгело 1-й
- 28.10.1814 — 24.01.1818 — полковник Лев Григорьевич Воеводский
- 24.01.1818 — 12.12.1823 — полковник Владимир Карлович Сиверс
- 01.01.1824 — 01.01.1826 — полковник Гектор Станиславович Прошинский
- 28.01.1826 — 05.03.1827 — полковник граф Игнатий Станиславович Ворцель
- 08.03.1827 — 13.04.1830 — полковник (генерал-майор) барон Константин Иванович Больтинг
- 11.05.1830 — 06.08.1832 — полковник Пётр Семёнович Маковский
- 06.08.1832 — 09.09.1832 — полковник Иосиф Яковлевич Лебедь
- 06.08.1832 — 02.04.1833 — (до 9.09.1832 командующий) полковник граф Владимир Егорович Орурк